# 1905年的冬天
《一九〇五的冬天》是余為政1981年执导的电影，弟弟余為彥負責製片與美術工作，好友杨德昌屬該片編劇。

## 演員介紹
- 王俠軍：第一男主角，飾演李維儂，熱愛藝術
- 徐克：第二男主角，飾演趙年，是位革命憤青

## 文獻參考
- 《民報》<舒式生活>也談台灣新電影開始那一段...（页面存档备份，存于）

## 外部連結
- 豆瓣电影上《1905年的冬天》的資料 （简体中文）